# Coming Up (album)
Pour les articles homonymes, voir Coming Up (homonymie).
Albums de Suede
Dog Man Star
(1994) Head Music
(1999)
Coming Up est le troisième album du groupe anglais Suede, sorti le 12 septembre 1996 chez Nude Records. Il s'agit du premier album du groupe depuis le départ du guitariste Bernard Butler, désormais remplacé par Richard Oakes ; un autre membre, le claviériste Neil Codling, s'est ajouté également. L'album est nommé pour le Mercury Prize 1997. Succès commercial et critique, Coming Up permet à Suede de se faire connaître à l'échelle internationale, notamment en Europe, au Canada et en Asie.

## Liste des titres
1. Trash - 4:06
2. Filmstar - 3:25
3. Lazy - 3:19
4. By the Sea - 4:15
5. She - 3:38
6. Beautiful Ones - 3:50
7. Starcrazy - 3:33
8. Picnic by the Motorway - 4:45
9. The Chemistry Between Us - 7:04
10. Saturday Night - 4:32

## Singles
« # » indique la plus haute position dans le UK Singles Chart
- Trash (29 juillet 1996) #3
- Beautiful Ones (14 octobre 1996) #8
- Saturday Night (13 janvier 1997) #6
- Lazy (7 avril 1997) #9
- Filmstar (7 août 1997) #9